# Panticapea
Panticapea o Panticapèon (en grec antic: Παντικάπαιον o Παντικαπαία, llatí: Panticapaeum) era una important ciutat grega del Bòsfor Cimmeri a prop de l'entrada de la llacuna Meòtida (Mar d'Azov), a la desembocadura del riu Tànais.
El seu nom derivaria del riu Panticapes, segons Esteve de Bizanci, però això sembla un error, atès que aquest riu (esmentat per Heròdot) no era a la mateixa zona i la ciutat no era a la vora de cap riu: segons Flavi Arrià, era a 60 estadis del lloc on el riu arribava al mar. Esteve diu que, segons la tradició, la ciutat la va fundar un fill d'Aetes, que va rebre el districte del rei escita Agaetes. En realitat, era una colònia de Milet, una de les primeres fundades a la zona segons Estrabó, sense data de fundació coneguda però que probablement entre el 541 aC i el 481 aC. Ammià Marcel·lí l'anomena la mare de totes les ciutats milèsies al Bòsfor. Els grecs relacionaven el nom de la ciutat amb el deu Pan, la figura del qual i la de Sàtir apareixen a les seves monedes, però el nom probablement era escita adaptat a la forma grega.
Panticapea va ser la capital dels reis del Bòsfor Cimmeri. El seu port era Teodòsia. Justinià I en va restaurar les muralles. Durant el període romà d'Orient la ciutat va agafar el nom de Bòsforos, que ja abans rebia ocasionalment i encara modernament els habitants de Kertx l'anomenaven Bospor. A l'edat mitjana els genovesos l'anomenaven Pandico o Pondico però també com Bospro o Vospro.
Estrabó diu que la ciutat estava situada en un turó de 20 estadis de circumferència, totalment cobert d'edificis per totes bandes. Cap a l'est hi havia un port amb un moll apte per trenta naus, i també una ciutadella. A la moderna ciutat, a l'anomenat turó de Mitridates i rodalia, s'han trobat restes d'edificis, i túmuls rodons amb nombroses obres d'art; els túmuls dels reis, a la muntanya anomenada Altun-Obo (muntanya daurada) descobert el 1832, són els principals. Altres túmuls s'han trobat a diversos llocs de la zona tots considerats de molta importància per la història antiga del país.